# 切り札
切り札（きりふだ）は、トランプなどのカードゲーム、主にトリックテイキングゲームにおいて、最も強い札のことである。転じて、物事の帰趨を決する局面などで、その行方を左右する人物や物に対して使われるようになった。

## 歴史
知られるかぎり切り札が最初に使われたのは「トリオンフィ（trionfi）」というゲームで、タロットは本来はこのゲームを遊ぶ目的で作られた。「トリオンフィ」という言葉は、フィレンツェの1440年の文献に記載されており、初期にはタロット自身を指していたようだが、後にタロットを使ったゲームの名称になった。
トリオンフィと同時期かやや早くからあったゲームに Imperatori（1423初出）や Karnöffel（1426初出）などがあった。後者は特定のスートの一部のカードに悪魔・法王・皇帝などの絵が描かれていて、それらのカードが切り札として働くものだったらしい。
タロットでは専用の切り札21枚および愚者という特殊なカードが付け加えられた（オカルトの世界では大アルカナと呼ばれる）が、後世になると、通常のトランプのスートのうちひとつを切り札とするようになっていった。
英語で切り札のことを「trump」というが、この言葉自体「trionfi」に対応する英語「triumph」に由来する。
日本語ではカード自体を「トランプ」というので、切り札の意味のトランプと混乱しないように注意する必要がある。

## トランプにおける切り札
通常ひとつのスートをまるごと切り札とするが、その決め方はゲームによってさまざまに異なる。
- 切り札があるスートに固定されているもの。スペードなど。
- 切り札が回ごとに変わっていくもの。ツーテンジャックなど。
- オープニングリードされたカードのスートが切り札になるもの。イギリスのナポレオンなど。
- カードをある決まりにしたがって引いて、そのカードのスートが切り札になるもの。ホイスト・ドゥラーク・ベジーク（英語版記事）など。
- 切り札を競り（ビッド）によって決めるもの。競りに勝ったものの宣言したスートが切り札になる。競りの最中に切り札を宣言するものと、競りが終わってから競りに勝った競技者が切り札を決定するものがある。コントラクトブリッジ・ピノクル・日本のナポレオンなど。

もちろん、切り札がないトリックテイキングゲームや、切り札を「なし（ノー・トランプ）」にできるトリックテイキングゲームも多い。
ゲームによっては、スート以外によって決まる切り札がある。たとえば、日本のナポレオンでは、ジョーカー・スペードのA・裏ジャックなどが切り札になる。中国の升級では、切り札のランクがあり、そのランクに属する4枚のカードはすべて切り札とみなされる。チェコのセドマというゲームではスートが意味を持たず、したがって切り札スートもないが、7が切り札ランクとして働く。ドイツのシャーフコップフをフランス式トランプでやるようにした変種では、ダイヤのほかにクイーンとジャックが切り札で、その順位はQ♣>Q♠>Q♥>Q♦>J♣>J♠>J♥>J♦>A♦>10♦>K♦>9♦>8♦>7♦となる。このような切り札を切り札のスートに属するとみなすかどうかはゲームにより異なる。

## トランプ以外の切り札
トランプ以外でも、トリックテイキングゲームを行うことがある。たとえばドミノを使った「42」というゲームでは、特定の目を持つ札を切り札とする。

## その他
神札の一種に「切り札」というものがあるが、上記とは無関係である。